# Concours masculin de trampoline aux Jeux olympiques d'été de 2016
Pour un article plus général, voir Trampoline aux Jeux olympiques d'été de 2016.
Navigation
Londres 2012 Tokyo 2020
Le concours hommes de trampoline aux Jeux olympiques d'été de 2016 se tient à la HSBC Arena.
Les médailles sont décernées par Barbara Kendall, membre néo-zélandaise du Comité international olympique, New Zealand et Horst Kunze, président du comité technique de trampoline de la Fédération internationale de gymnastique.

## Format de la compétition
Les 8 premiers de la phase qualificative (dans la limite de 2 par comité national olympique), en se basant sur le score combiné de chaque agrès, se qualifient pour la finale. Les finalistes concourent à nouveau sur chaque agrès. Les scores de la phase qualificative sont ignorés, seul compte le score en finale.

## Qualifications
| Rang | Nom                  | Pays             | Imposé | Libre  | Pénalité | Total   | Notes |
| ---- | -------------------- | ---------------- | ------ | ------ | -------- | ------- | ----- |
| 1    | Gao Lei              | Chine            | 52.160 | 60.375 |          | 112.535 | Q     |
| 2    | Uladzislau Hancharou | Biélorussie      | 50.630 | 60.460 |          | 111.090 | Q     |
| 3    | Dong Dong            | Chine            | 49.280 | 60.770 |          | 110.050 | Q     |
| 4    | Dmitri Ouchakov      | Russie           | 49.340 | 59.840 |          | 109.180 | Q     |
| 5    | Andrey Yudin         | Russie           | 49.645 | 59.080 |          | 108.725 | Q     |
| 6    | Masaki Ito           | Japon            | 49.140 | 59.325 |          | 108.465 | Q     |
| 7    | Ginga Munetomo       | Japon            | 49.140 | 59.050 |          | 108.190 | Q     |
| 8    | Dylan Schmidt        | Nouvelle-Zélande | 48.300 | 59.360 |          | 107.660 | Q     |
| 9    | Nathan Bailey        | Grande-Bretagne  | 47.795 | 59.000 |          | 106.795 | R1    |
| 10   | Sébastien Martiny    | France           | 49.015 | 57.215 |          | 106.230 | R2    |
| 11   | Logan Dooley         | États-Unis       | 47.885 | 58.170 |          | 106.055 |       |
| 12   | Pirmammad Aliyev     | Kazakhstan       | 48.375 | 57.515 |          | 105.890 |       |
| 13   | Blake Gaudry         | Australie        | 49.525 | 55.925 |          | 105.450 |       |
| 14   | Jason Burnett        | Canada           | 49.320 | 54.395 |          | 103.715 |       |
| 15   | Rafael Andrade       | Brésil           | 47.035 | 29.110 |          | 76.145  |       |
| 16   | Diogo Abreu          | Portugal         | 49.615 | 6.240  |          | 55.855  |       |

## Finale
| Rang               | Nom                  | Pays             | Difficulté | Exécution | Vol    | Pénalité | Total  |
| ------------------ | -------------------- | ---------------- | ---------- | --------- | ------ | -------- | ------ |
| Médaille d'or      | Uladzislau Hancharou | Biélorussie      | 17.300     | 26.400    | 18.045 |          | 61.745 |
| Médaille d'argent  | Dong Dong            | Chine            | 17.800     | 25.200    | 17.535 |          | 60.535 |
| Médaille de bronze | Gao Lei              | Chine            | 18.400     | 23.700    | 18.075 |          | 60.175 |
| 4                  | Ginga Munetomo       | Japon            | 18.000     | 23.700    | 17.835 |          | 59.535 |
| 5                  | Dmitri Ouchakov      | Russie           | 16.700     | 25.500    | 17.325 |          | 59.525 |
| 6                  | Masaki Ito           | Japon            | 17.200     | 24.000    | 17.600 |          | 58.800 |
| 7                  | Dylan Schmidt        | Nouvelle-Zélande | 17.100     | 22.500    | 17.540 |          | 57.140 |
| 8                  | Andrey Yudin         | Russie           | 2.200      | 2.700     | 1.915  |          | 6.815  |